# Vizitatorul (film din 2016)
Vizitatorul este un film românesc din 2016 regizat de Jamil Hendi. Rolurile principale au fost interpretate de actorii Ionuț Grama, Oana Irina Duțu.

## Distribuție
Distribuția filmului este alcătuită din:
- Răzvan Răduță — Cezar
- Andrei Liviu Vasilescu
- Oleg Apostol — Vlad
- Bogdan Fanariu
- Mia Crișan — Doamna Margareta
- Carmen Cinteză — Doamna Maria
- Andreea Boșneag — Irina
- Cristian Toma
- Oleg Apostol
- Ion Haiduc — Felix
- Bogdan Oproescu — Luca la 10 ani
- Oana Gabriela Drăghici
- Oana Irina Duțu — Otilia
- Andra Stoicescu — Maria tânără
- Ionuț Grama — Luca
- Emil Grădinescu
- Anastasia Dima